# Zhangpu, Guangdong
Zhangpu (kinesiska: 樟铺) är en köping i sydöstra Kina. Den ligger i Wuchuan i staden Zhanjiang i provinsen Guangdong, omkring 320 kilometer sydväst om provinshuvudstaden Guangzhou. Antalet invånare är 38 844. Befolkningen består av 19 524 kvinnor och 19 320 män. Barn under 15 år utgör 31 %, vuxna 15-64 år 58 %, och äldre över 65 år 9,0 %.